# Diana Douglas
Diana Love Webster (nascida Diana Dill; anteriormente Diana Douglas e Diana Darrid; Ilhas Bermudas, 22 de janeiro de 1923 — Los Angeles, 3 de julho de 2015) foi uma atriz Inglesa que era conhecida por seu casamento com o ator Kirk Douglas, de 1943 até seu divórcio em 1951. Diana Douglas era a mãe de Michael Douglas e Joel Douglas.
Em 1942, Douglas iniciou sua carreira como atriz e apareceu em mais de 50 filmes. Em 1943 ela foi capa da revista Life, e Kirk Douglas, que trabalhava num navio da marinha nessa época, viu a capa e "disse aos seus companheiros que se casaria com ela". Eles se conheciam antes dessa capa, quando estudaram em uma academia de atores em Nova York. Casaram-se em novembro de 1943 e tiveram dois filhos, Michael e Joel, e se divorciaram em 1951. Ela tornaria a se casar em 1956, com o ator Bill Darrid, que faleceu em 1992. Teve seu terceiro casamento em 2002, com Donald A. Webster.
Alguns de seus papéis bem conhecidos foram como Susan Rogers no filme A Um Passo da Morte, de 1955 (co-estrelando Kirk Douglas) e como Peg em Antes Só Do Que Mal Acompanhados, de 1987. Ela também era conhecida por seu papel recorrente como Martha Evans em Days of Our Lives (1977-79, 1982). Em 2003, ela apareceu em Acontece nas Melhores Famílias com seu ex-marido Kirk, seu filho Michael e seu neto Cameron. Ela se aposentou de atuar em 2008.
Diana morreu em Woodland Hills, Los Angeles, em um retiro para artistas, em 3 de julho de 2015, em decorrência de um câncer.

## Árvore genealógica
|                 |                 |                 |                 |                 |                 |  |  |                       |                       |                       |                       |                       |                       |  |  |                      |                      |                      |                      |                      |                      |  |  |                |                |                |                |                |                |              |              |               |               |               |               |               |               |  |  |               |               |               |               |               |               |              |              |               |               |               |               |               |               |  |  |  |  |  |  |  |  |
|                 |                 |                 |                 |                 |                 |  |  | Diana Douglas         | Diana Douglas         | Diana Douglas         | Diana Douglas         | Diana Douglas         | Diana Douglas         |  |  |                      |                      |                      |                      |                      |                      |  |  |                |                | Kirk Douglas   | Kirk Douglas   | Kirk Douglas   | Kirk Douglas   | Kirk Douglas | Kirk Douglas |               |               |               |               |               |               |  |  |               |               | Anne Buydens  | Anne Buydens  | Anne Buydens  | Anne Buydens  | Anne Buydens | Anne Buydens |               |               |               |               |               |               |  |  |  |  |  |  |  |  |
|                 |                 |                 |                 |                 |                 |  |  | Diana Douglas         | Diana Douglas         | Diana Douglas         | Diana Douglas         | Diana Douglas         | Diana Douglas         |  |  |                      |                      |                      |                      |                      |                      |  |  |                |                | Kirk Douglas   | Kirk Douglas   | Kirk Douglas   | Kirk Douglas   | Kirk Douglas | Kirk Douglas |               |               |               |               |               |               |  |  |               |               | Anne Buydens  | Anne Buydens  | Anne Buydens  | Anne Buydens  | Anne Buydens | Anne Buydens |               |               |               |               |               |               |  |  |  |  |  |  |  |  |
|                 |                 |                 |                 |                 |                 |  |  |                       |                       |                       |                       |                       |                       |  |  |                      |                      |                      |                      |                      |                      |  |  |                |                |                |                |                |                |              |              |               |               |               |               |               |               |  |  |               |               |               |               |               |               |              |              |               |               |               |               |               |               |  |  |  |  |  |  |  |  |
|                 |                 |                 |                 |                 |                 |  |  |                       |                       |                       |                       |                       |                       |  |  |                      |                      |                      |                      |                      |                      |  |  |                |                |                |                |                |                |              |              |               |               |               |               |               |               |  |  |               |               |               |               |               |               |              |              |               |               |               |               |               |               |  |  |  |  |  |  |  |  |
|                 |                 |                 |                 |                 |                 |  |  |                       |                       |                       |                       |                       |                       |  |  |                      |                      |                      |                      |                      |                      |  |  |                |                |                |                |                |                |              |              |               |               |               |               |               |               |  |  |               |               |               |               |               |               |              |              |               |               |               |               |               |               |  |  |  |  |  |  |  |  |
| Diandra Luker   | Diandra Luker   | Diandra Luker   | Diandra Luker   | Diandra Luker   | Diandra Luker   |  |  | Michael Douglas       | Michael Douglas       | Michael Douglas       | Michael Douglas       | Michael Douglas       | Michael Douglas       |  |  | Catherine Zeta-Jones | Catherine Zeta-Jones | Catherine Zeta-Jones | Catherine Zeta-Jones | Catherine Zeta-Jones | Catherine Zeta-Jones |  |  | Joel Douglas   | Joel Douglas   | Joel Douglas   | Joel Douglas   | Joel Douglas   | Joel Douglas   |              |              | Peter Douglas | Peter Douglas | Peter Douglas | Peter Douglas | Peter Douglas | Peter Douglas |  |  | Lisa Schoeder | Lisa Schoeder | Lisa Schoeder | Lisa Schoeder | Lisa Schoeder | Lisa Schoeder |              |              | Eric Douglas  | Eric Douglas  | Eric Douglas  | Eric Douglas  | Eric Douglas  | Eric Douglas  |  |  |  |  |  |  |  |  |
| Diandra Luker   | Diandra Luker   | Diandra Luker   | Diandra Luker   | Diandra Luker   | Diandra Luker   |  |  | Michael Douglas       | Michael Douglas       | Michael Douglas       | Michael Douglas       | Michael Douglas       | Michael Douglas       |  |  | Catherine Zeta-Jones | Catherine Zeta-Jones | Catherine Zeta-Jones | Catherine Zeta-Jones | Catherine Zeta-Jones | Catherine Zeta-Jones |  |  | Joel Douglas   | Joel Douglas   | Joel Douglas   | Joel Douglas   | Joel Douglas   | Joel Douglas   |              |              | Peter Douglas | Peter Douglas | Peter Douglas | Peter Douglas | Peter Douglas | Peter Douglas |  |  | Lisa Schoeder | Lisa Schoeder | Lisa Schoeder | Lisa Schoeder | Lisa Schoeder | Lisa Schoeder |              |              | Eric Douglas  | Eric Douglas  | Eric Douglas  | Eric Douglas  | Eric Douglas  | Eric Douglas  |  |  |  |  |  |  |  |  |
|                 |                 |                 |                 |                 |                 |  |  |                       |                       |                       |                       |                       |                       |  |  |                      |                      |                      |                      |                      |                      |  |  |                |                |                |                |                |                |              |              |               |               |               |               |               |               |  |  |               |               |               |               |               |               |              |              |               |               |               |               |               |               |  |  |  |  |  |  |  |  |
|                 |                 |                 |                 |                 |                 |  |  |                       |                       |                       |                       |                       |                       |  |  |                      |                      |                      |                      |                      |                      |  |  |                |                |                |                |                |                |              |              |               |               |               |               |               |               |  |  |               |               |               |               |               |               |              |              |               |               |               |               |               |               |  |  |  |  |  |  |  |  |
|                 |                 |                 |                 |                 |                 |  |  |                       |                       |                       |                       |                       |                       |  |  |                      |                      |                      |                      |                      |                      |  |  |                |                |                |                |                |                |              |              |               |               |               |               |               |               |  |  |               |               |               |               |               |               |              |              |               |               |               |               |               |               |  |  |  |  |  |  |  |  |
| Cameron Douglas | Cameron Douglas | Cameron Douglas | Cameron Douglas | Cameron Douglas | Cameron Douglas |  |  | Dylan Michael Douglas | Dylan Michael Douglas | Dylan Michael Douglas | Dylan Michael Douglas | Dylan Michael Douglas | Dylan Michael Douglas |  |  | Carys Zeta Douglas   | Carys Zeta Douglas   | Carys Zeta Douglas   | Carys Zeta Douglas   | Carys Zeta Douglas   | Carys Zeta Douglas   |  |  | Kelsey Douglas | Kelsey Douglas | Kelsey Douglas | Kelsey Douglas | Kelsey Douglas | Kelsey Douglas |              |              | Tyler Douglas | Tyler Douglas | Tyler Douglas | Tyler Douglas | Tyler Douglas | Tyler Douglas |  |  | Ryan Douglas  | Ryan Douglas  | Ryan Douglas  | Ryan Douglas  | Ryan Douglas  | Ryan Douglas  |              |              | Jason Douglas | Jason Douglas | Jason Douglas | Jason Douglas | Jason Douglas | Jason Douglas |  |  |  |  |  |  |  |  |
| Cameron Douglas | Cameron Douglas | Cameron Douglas | Cameron Douglas | Cameron Douglas | Cameron Douglas |  |  | Dylan Michael Douglas | Dylan Michael Douglas | Dylan Michael Douglas | Dylan Michael Douglas | Dylan Michael Douglas | Dylan Michael Douglas |  |  | Carys Zeta Douglas   | Carys Zeta Douglas   | Carys Zeta Douglas   | Carys Zeta Douglas   | Carys Zeta Douglas   | Carys Zeta Douglas   |  |  | Kelsey Douglas | Kelsey Douglas | Kelsey Douglas | Kelsey Douglas | Kelsey Douglas | Kelsey Douglas |              |              | Tyler Douglas | Tyler Douglas | Tyler Douglas | Tyler Douglas | Tyler Douglas | Tyler Douglas |  |  | Ryan Douglas  | Ryan Douglas  | Ryan Douglas  | Ryan Douglas  | Ryan Douglas  | Ryan Douglas  |              |              | Jason Douglas | Jason Douglas | Jason Douglas | Jason Douglas | Jason Douglas | Jason Douglas |  |  |  |  |  |  |  |  |

## Lígações externas
- Diana Douglas. no IMDb.